# ФК Тиквеш
ГФК Тиквеш је фудбалски клуб основан 1930. године у Кавадарцима и један је од најстаријих у Северној Македонији.